# Vitzthum-Gymnasium Dresden
Das Vitzthum-Gymnasium ist eine Schule in Sachsens Landeshauptstadt Dresden.

## Geschichte
Als Rudolph Vitzthum von Apolda 1639 in Dresden starb, enthielt sein Nachlass auch einen Geldbetrag von 86.000 Gulden, der für die Gründung eines Gymnasiums verwendet werden sollte.

### Erstes Gebäude
Jedoch kam es erst 1828 zur Gründung eines Gymnasiums (Vitzthum'sches Familien Gymnasium), das an die bereits vier Jahre zuvor durch Karl Justus Blochmann begründete „Blochmannschen Erziehungsanstalt“ angeschlossen wurde. Dieses Institut befand sich in der Großen Plauischen Gasse der Dresdner Seevorstadt. Mit Auflösung der „Blochmannschen Erziehungsanstalt“ 1861 wurde das Gymnasium mit dem ersten Rektor Karl Friedrich Scheibe eine eigenständige Schule und erhielt die Bezeichnung „Vitzthumsches Gymnasium“. 1897 ging die Schule in den Besitz der Stadt Dresden über.
1903 reproduzierte die Lichtdruckanstalt Römmler & Jonas acht Bleistiftzeichnungen des Gebäudes von Martin Gebhardt.

### Zweites Gebäude

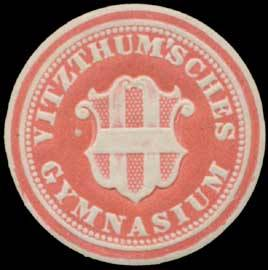
Siegelmarke

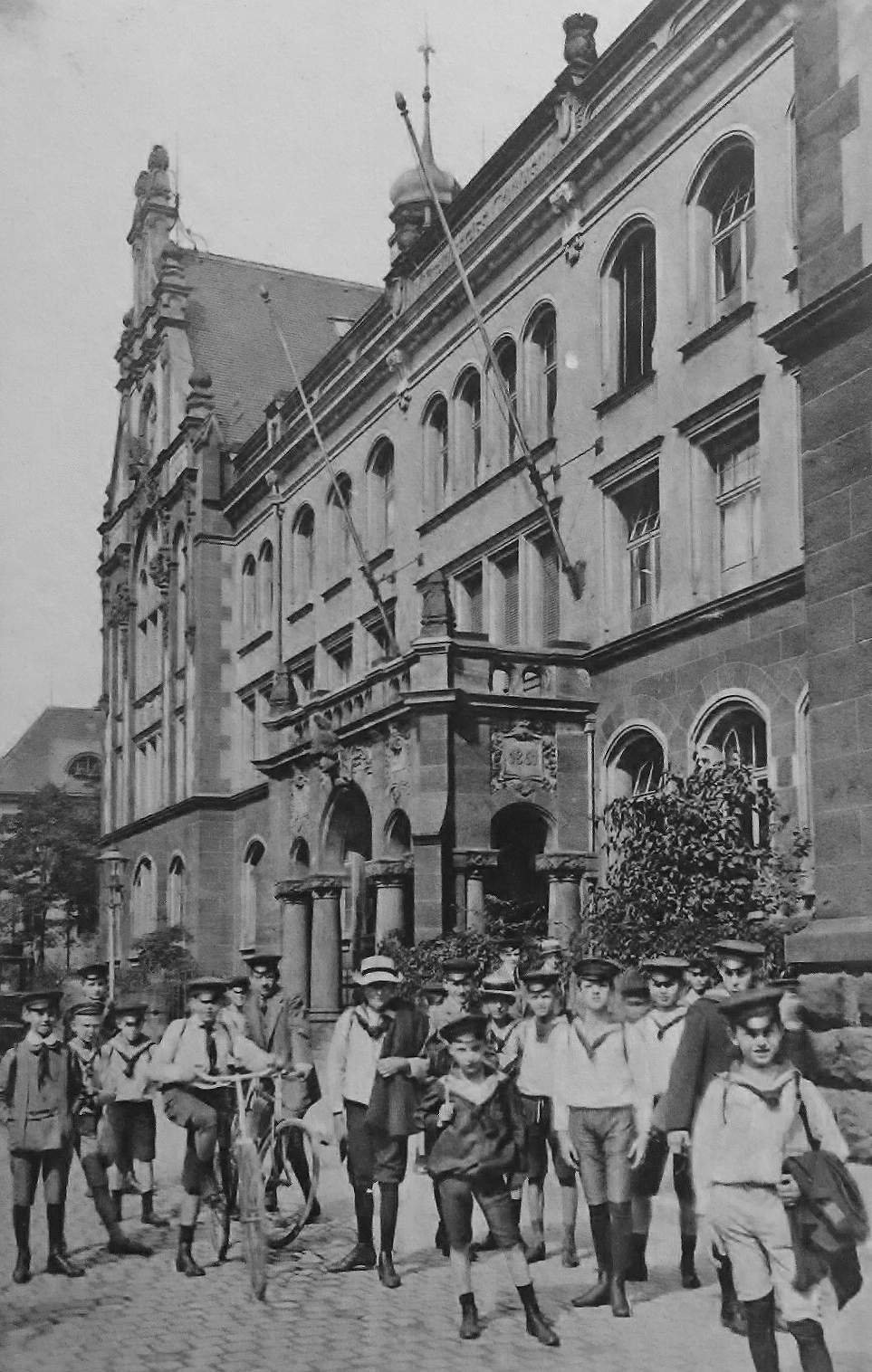
Gebäude Dippoldiswalder Gasse 9

Diese Knabenschule bezog 1904 einen Neubau an der Dippoldiswalder Gasse 9 in der Dresdner Innenstadt. Zu Beginn der Herbstferien 1944 (Michaelisferien) musste die Schule innerhalb von drei Tagen geräumt werden und in die Wettinschule umziehen. Das Gebäude wurde zu einem Lazarett umfunktioniert. Aber ehe der Unterricht dort begann, wurde das Wettiner Gymnasium am 7. Oktober 1944, dem letzten Ferientag, bei einem Bombenangriff erheblich in Mitleidenschaft gezogen. Übrig blieben drei Verwaltungsräume, so dass ein weiterer Umzug in die 9. Volksschule am Georgplatz notwendig war. Bei den Luftangriffen auf Dresden am 13./14. Februar 1945 wurden sowohl dieses Gebäude als auch das ursprüngliche Schulhaus in der Dippoldiswalder Gasse zerstört.
Der letzte Direktor des alten Vitzthumschen Gymnasiums war Gustav Johannes Kleinstück (1884–1958). In den Tagebüchern Victor Klemperers werden sowohl die Schule als auch Kleinstück im Zusammenhang mit einer Abiturprüfung im März 1928 erwähnt, die Klemperer als staatlich bestellter Commissar beobachten sollte. Klemperer, der die Schule einerseits etwas abwertend als ein „feudale[s], adlige[s], judenreine[s] Gymnasium“ bezeichnet, äußert sich allerdings auch anerkennend. So notierte er, nachdem er an der Abiturprüfung teilgenommen hatte, am 5. März 1928: „Erstaunt war ich über die Geschichtskenntnisse der Jungen. Sie wussten vom Sozialistengesetz, sie kannten die Weimarer Verfassung. Alles Antirepublikanische wurde (in der Prüfung jedenfalls) strengstens vermieden.“

### Erneute Namensverleihung

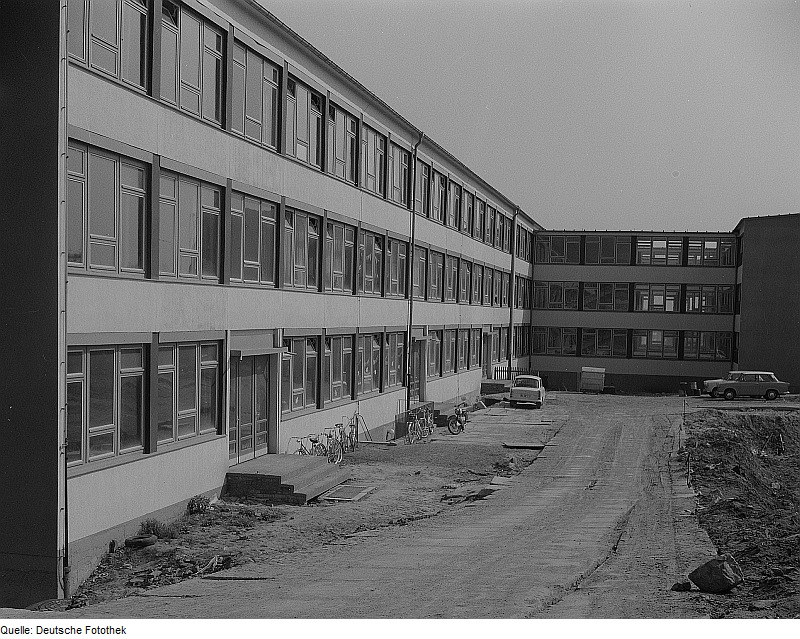
Die 1973/74 erbauten 110. und 111. Polytechnischen Oberschulen in Dresden-Zschertnitz waren 1994–2007 Standort des Vitzthum-Gymnasiums.

Im Schuljahr 1973/74 wurden in der Paradiesstraße in Dresden-Zschertnitz im Zuge der Errichtung eines neuen Wohngebietes zwei benachbarte Schulen vom Typ Dresden Atrium eröffnet, die 110. und 111. Polytechnische Oberschule. Diese erhielten später die Ehrennamen „Theodor Körner“ und „Gottfried Semper“. Ab 1991 wurden diese Gebäude vom neugegründeten sächsischen Gymnasium Dresden-Süd benutzt.
Am 11. April 1994 wurde diesem staatlichen Gymnasium in der Paradiesstraße in Erinnerung an die frühere Einrichtung feierlich der Name „Vitzthum-Gymnasium“ verliehen, nachdem es knapp 50 Jahre keine höhere Schule eines solchen Namens in Dresden gab. Die Namensverleihung erfolgte auf Anregung der Quondam vitzthumiani, einer Gruppe ehemaliger Schüler der 1945 untergegangenen Schule.

### Viertes Gebäude und Neubau
2007 erfolgte der Umzug des Vitzthum-Gymnasium hinter den Hauptbahnhof in die Gebäude des zuvor geschlossenen Fritz-Löffler-Gymnasiums in der Bernhardstraße 18. Die Gebäude in der Paradiesstraße wurden zugunsten eines Neubaus abgerissen und dort von September 2008 bis August 2010 ein neues Schulgebäude errichtet, dessen Investitionssumme etwa 19 Millionen Euro betrug. Mit einer Festwoche anlässlich der Wiedereröffnung des Vitzthum-Gymnasiums in Zschertnitz wurde vom 16. bis zum 20. August 2010 der „Einzug ins Paradies“ (Anspielung auf den neuen/alten Standort der Schule auf der Paradiesstraße) gefeiert.

## Schulprofil
Die Schule bietet ein künstlerisches, ein naturwissenschaftliches und seit 2015/2016 auch ein gesellschaftswissenschaftliches Profil.

## Persönlichkeiten

### Schulleiter
- Karl Friedrich Scheibe (1812–1869), Rektor 1861–1869
- Ernst Ziel (1818–1899), Rektor 1870–1885
- Julius Adolf Bernhard (1841–1924), Rektor 1885–1908
- Richard Wagner (1860–1937), Rektor 1908–1924
- Gustav Johannes Kleinstück (1884–1958), Rektor 1924–1945

### Lehrer
- Adolf Peters (1803–1876), Mathematiker
- Carl Eduard Hering (1807–1879), Organist und Komponist
- Arnold Dietrich Schaefer (1819–1883), Historiker
- Alfred Fleckeisen (1820–1899), Philologe
- Wilhelm Crecelius (1828–1889), Historiker
- Rudolf Kögel (1829–1896), evangelischer Theologe
- Hermann Dunger (1843–1912), Germanist
- Edmund Götz (1891–1968), Maler und Grafiker

### Schüler
Unter den Quondam vitzthumiani finden sich folgende Persönlichkeiten:
- Philipp zu Eulenburg (1847–1921), preußischer Diplomat und Staatsmann
- Ludwig von Plessen-Cronstern (1848–1929), preußischer Diplomat
- Adolf Friedrich V. (1848–1914), Großherzog von Mecklenburg-Strelitz
- Hermann von Broizem (1850–1918), sächsischer General der Kavallerie, Militärbefehlshaber in Sachsen
- Oskar von Dolega-Kozierowski (1850–1928), preußischer Landrat und Regierungspräsident
- Friedrich Franz III. (1851–1897), Großherzog von Mecklenburg-Schwerin
- Walter Schelcher (1851–1939), Jurist, Wirklicher Geheimer Rat
- Fürst Günther Victor Schwarzburg-Rudolstadt (1852–1925), Regent
- Theodor von Richter (1852–1925) (bis 1864), Landespolitiker, russischer Baron
- Johann Albrecht zu Mecklenburg (1857–1920), Regent von Mecklenburg-Schwerin und Braunschweig
- Heinrich Sturm (1860–1917) (Abitur 1879), Jurist, Politiker, Chemnitzer Oberbürgermeister
- Franz Pfaff (1860–1926), Pharmakologe an der Harvard Medical School
- Karl Max  Fürst von Lichnowsky (1860–1928) (Abitur 1882), deutscher Diplomat und Botschafter in Großbritannien
- Friedrich Krug von Nidda und von Falkenstein (1860–1934), Jurist, Verwaltungsbeamter und Politiker (DNVP)
- Oswald aus dem Winckel (1860–1939), Landrat, Genealoge
- Heinrich Braun (1862–1934) (Abitur 1881), Chirurg
- Oskar von der Osten-Warnitz (1862–1942), Grundbesitzer und Politiker
- Christoph Johann Friedrich Vitzthum von Eckstädt (1863–1944), Verwaltungsjurist und Politiker, sächsischer Innen- und Außenminister
- Hermann von Kiesenwetter (1865–1926), Generalmajor
- Eduard Stucken (1865–1936), Dichter, Dramatiker und Romancier
- Georg Kelling (1866–1945) (Abitur 1885), Internist und Gastroenterologe, Erfinder der Laparoskopie
- Fritz Oertel (1866–um 1929), Jurist (Landrichter) und Schriftsteller
- Friedrich Wilhelm zu Mecklenburg (1871–1897), kaiserlicher Leutnant zur See und Kommandant des gekenterten Torpedoboots S 26
- Franz Schieck (1871–1946), Arzt und Professor für Augenheilkunde
- Heinrich zu Mecklenburg (1876–1934), Prinz der Niederlande
- Friedrich Franz IV. (1882–1945), Großherzog von Mecklenburg-Schwerin
- Adolf Friedrich VI. (1882–1918), Großherzog von Mecklenburg-Strelitz
- Wilhelm Graf von Hohenau (1884–1957), Turnier- und Rennreiter, Bronzemedaillengewinner im Mannschaftsspringreiten bei den Olympischen Spielen 1912 in Stockholm, Trainer der deutschen Polo-Mannschaft
- Arndt von Kirchbach (1885–1963), Theologe
- Peter Reinhold (1887–1955), Verleger und Politiker (DDP)
- Heinrich XLV. Prinz Reuß jüngerer Linie (1895–1945)
- Walter Spies (1895–1942), Musiker und Maler
- Max Nitzsche (* 1915), Journalist, Teilnehmer an Adenauers vertraulichen „Teegesprächen“
- Jürgen Eick (1920–1990), Journalist, Mitherausgeber der Frankfurter Allgemeinen Zeitung
- Friedrich Hermann Schubert (1925–1973), Historiker
- Hanno Sachsse (1927–2006), Forstwissenschaftler und Holzwissenschaftler
- Johannes Karl Richter (* 1927), Leiter der Landeszentrale für politische Bildungsarbeit
- Friedrich Karl Fromme (1930–2007), Journalist
- Annamateur (Anna Maria Scholz) (* 1977), Sängerin und Chansonniere